# Åke Lindegarth
Åke Lindegarth, född 20 januari 1932 i Göteborg, död 2 november 2020, var en svensk idrottsledare, mest känd som mångårig styrelseledamot och klubbdirektör i Gais.
Lindegarth var gaisare sedan barnsben och spelade som ung för klubbens pojklag, juniorlag och reservlag, men nådde aldrig A-laget. Han slutade med fotbollen vid 20 års ålder, men fortsatte spela bandy och handboll i Furås BoIF och blev allsvensk handbollsspelare i Majornas IK.
1960 valdes han in i Gais styrelse som vice sekreterare. Han var en lyckosam värvare som såg till att Gais knöt till sig blivande stjärnor som Hasse Samuelsson, Sten Pålsson, Jan Olsson, Eine Fredriksson och Hasse Johansson. Han låg även bakom bildandet av supporterföreningen Makrillarna år 1961, och såg 1963 till att Gais gamla grönsvartrandiga matchtröjor återinfördes efter att Gais under 1950-talet hade spelat i grönt och vitt. Han var också den som 1966 kom med idén att Gais skulle skjuta upp gröna raketer vid varje mål hemma på Ullevi. 1964 blev han Gais förste klubbdirektör, en post han beklädde i tre år. Han satt kvar som styrelseledamot i Gais till och med 1969 och i Göteborgsalliansen till 1974.
Lindegarth var en aktiv idrottsprofil även utanför Gais: han var bland annat chef för Ullevi, var med och grundade Idrottsmuseet i Göteborg och var en av personerna bakom instiftandet av Göteborgsvarvet.